# Cachalot (U-Boot)
Die Cachalot, auch USS Cachalot (Kennung: SS-170), war ein U-Boot der Cachalot-Klasse der United States Navy, das von 1933 bis 1945 in Dienst stand.

## Geschichte
Die Cachalot wurde von der Portsmouth Navy Yard gebaut und am 21. Oktober 1931 in der Werft auf Kiel gelegt. Am 1. Dezember 1933 wurde das Schiff unter Kommando von Lieutenant Commander Merril Comstock in Dienst gestellt.
Das Boot wurde nach Abschluss aller Testfahrten nach San Diego, Californien verlegt, wo es sich der U.S U-Bootflotte anschloss.
Bis 1937 wurde das Schiff hauptsächlich für Torpedo- und Geräuschtests sowie Übungen im Flottenverband eingesetzt. Das Schiff patrouillierte zweimal in den Gewässern vor Hawaii und beteiligte sich auch an einer groß angelegten Flottenübung in der Zone des Panamakanals.
Am 16. Juni 1937 verließ die Cachalot San Diego Richtung New London, Connecticut. Für die Newport Torpedo Station wurden in dieser Zeit Torpedotests durchgeführt. Bevor das Boot ab dem 26. Oktober 1937 in der New York Navy Yard überholt wurde, wurden noch Geräuschtests für die New London Submarine School durchgeführt.
Nach einer einjährigen Überholung wurde die Cachalot für diverse Flottenaufgaben, Torpedo- und Lautstärkentests in die Karibische See verlegt.
In den Zweiten Weltkrieg trat das Boot ein, als es zur Überholung in der Pearl Harbor Navy Yard lag. Als Pearl Harbor am 7. Dezember 1941 von japanischen Kampffliegern angegriffen wurden, ist das Boot in der Yard nicht beschädigt worden. Ein Besatzungsmitglied wurde dabei verwundet. Als Reaktion auf den Angriff wurde die Überholung des Schiffes schnell vorangetrieben und am 12. Januar 1942 abgeschlossen. Die erste Feindfahrt absolvierte die Cachalot Richtung Midway, wo sie betankt wurde. Im Gebiet um Wake Island, Eniwetok, Ponape, Truk, Namonuito und Hall Islands wurde das Boot Teil einer Aufklärungsmission. Am 12. März kehrte das Schiff mit wichtigen Informationen über japanische Stützpunkte nach Pearl Harbor zurück.
Zur zweiten Feindfahrt lief das Boot am 9. Juni aus Pearl Harbor aus und beschädigte einen Tanker vor den japanischen Heimatinseln. Am 26. Juni kehrte die Cachalot nach Pearl Harbor zurück.
Zu seiner letzten Feindfahrt lief das Schiff am 26. Juli aus. Am 23. September fuhr das Schiff durch das Beringmeer, um Unterstützung für die Militäroperationen rund um die Aleuten zu geben.
Nach den Kriegseinsätzen wurde das Boot für Ausbildungszwecke in die U-Boot Schule nach New London verlegt, wo es bis 30. Juni 1945 verblieb. Danach wurde die Cachalot in Philadelphia, Pennsylvania außer Dienst gestellt und am 26. Januar 1947 zum Abwracken verkauft.

## Auszeichnungen
Die Cachalot wurde für ihren Einsatz im Zweiten Weltkrieg mit 3 Battle stars ausgezeichnet.